# Probsteierhagen

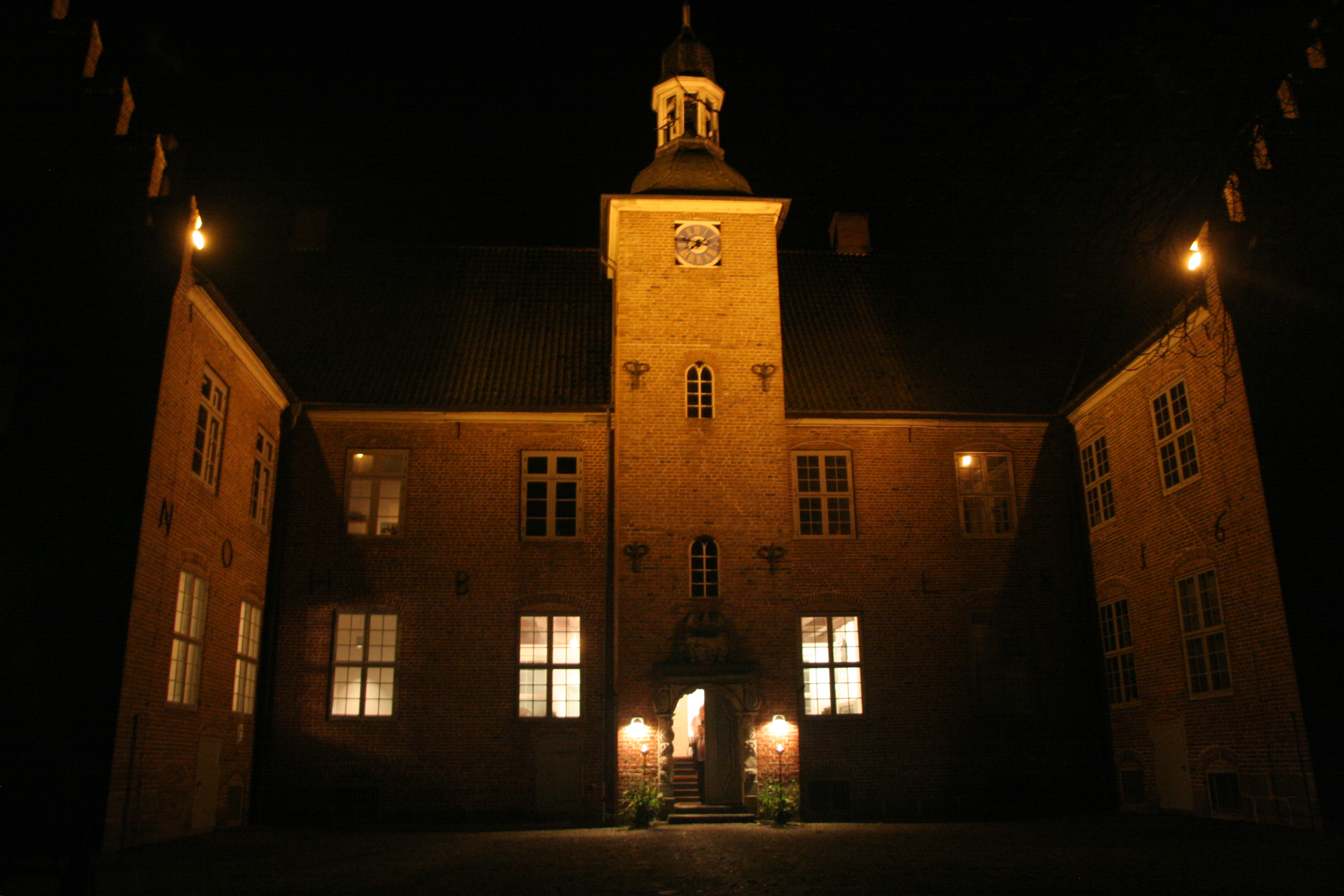
El castillo Schloss Hagen de noche

Probsteierhagen es un municipio perteneciente al distrito de Plön, en el estado federal de Schleswig-Holstein, al norte de Alemania. El municipio se encuentra a 10 km de la ciudad de Kiel, que cuenta con uno de los más importantes astilleros de Europa.

## Datos interesantes y culturales
Su población, a fecha de 31 de diciembre de 2008, era de 2036 habitantes, situados en una zona de 14,94 km², con una densidad de 136 habitantes por km². El pueblo fue mencionado en 1259 por primera vez y la principal representación eclesiástica del municipio,la iglesia de St. Katharinen data del siglo XIII. En el siglo XVI ya no había servidumbre en el Probstei.Cabe mencionar que Probsteierhagen cuenta para la educación de sus niños con un colegio y un instituto.

## Política
La alcaldesa del municipio es Angela Maaß (WGP). Existe una cooperación entre este municipio y la localidad de Dabel, situada en Mecklemburgo-Pomerania Occidental, esta cooperación existe desde el año 1991.

## Economía e infraestructura
El municipio está caracterizado principalmente por una economía agrícola, sin embargo, allí también hay pequeños intereses industriales y comercios. Además, el turismo también cobra relevancia por la relativa proximidad del mar Báltico.